# Corserey

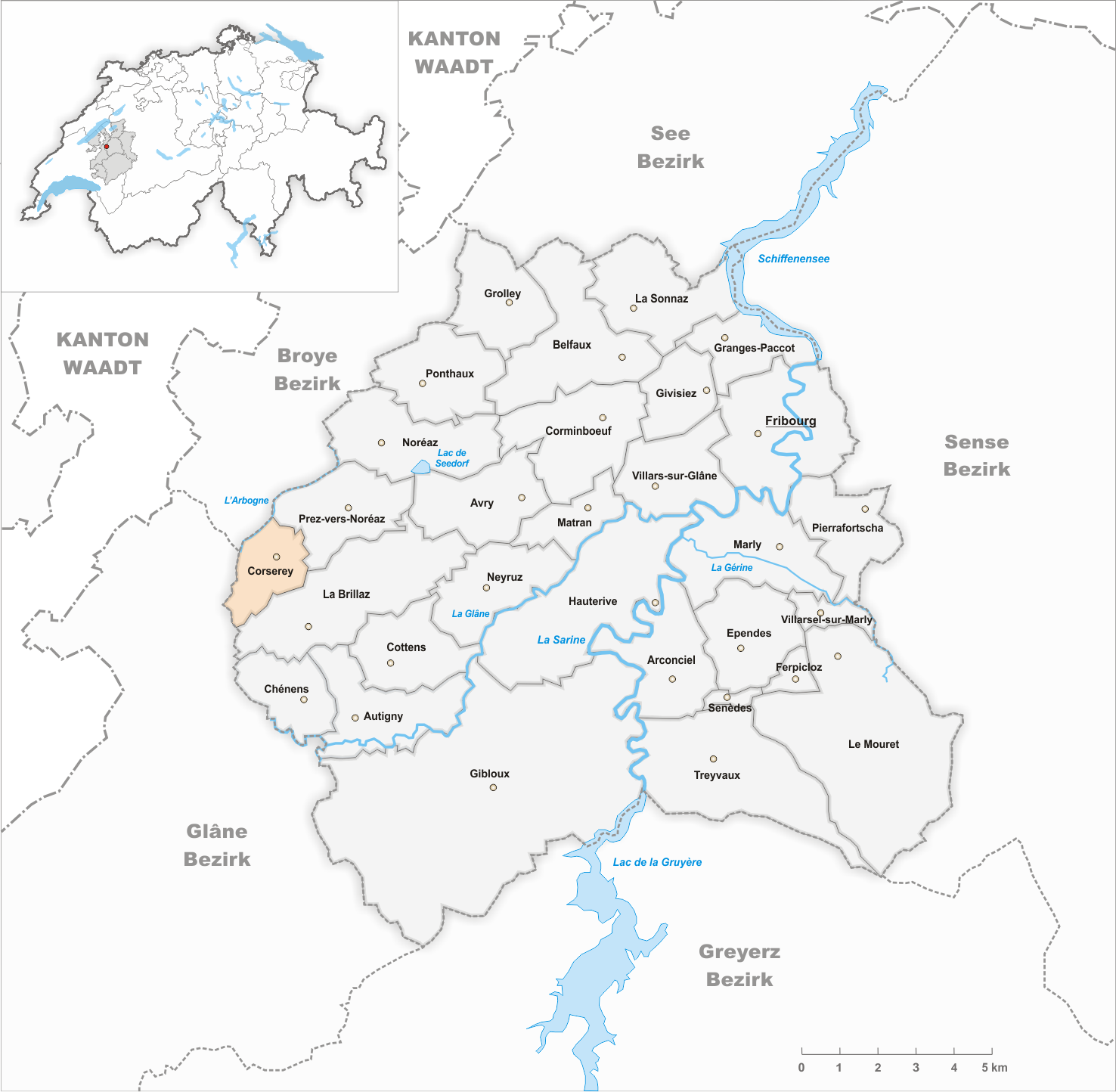
Gemeindestand vor der Fusion am 1. Januar 2020

Corserey (Freiburger Patois Korchèrêⓘ) war bis am 31. Dezember 2019 eine politische Gemeinde im District de la Sarine (deutsch: Saanebezirk) des Kantons Freiburg in der Schweiz. Am 1. Januar 2020 fusionierte sie mit Noréaz und Prez-vers-Noréaz zur neuen Gemeinde Prez.

## Geographie
Corserey liegt auf 658 m ü. M., 13 km westsüdwestlich der Kantonshauptstadt Freiburg (Luftlinie). Das Dorf erstreckt sich auf dem Hochplateau westlich des Baches Ruisseau des Vaux und westlich der Höhe La Brillaz, im Molassehügelland des Freiburger Mittellandes.
Die Fläche des 3,5 km² grossen ehemaligen Gemeindegebiets umfasst einen Abschnitt des leicht gewellten Molasseplateaus zwischen der Broyeebene im Norden und dem Glânetal im Süden. In diese Molasseschichten haben sich im Lauf der Jahrmillionen die Flussläufe der Arbogne (nördliche Grenze) und des Dorfbachs Ruisseau des Vaux eingetieft. Nach Süden erstreckt sich der Gemeindeboden auf die Höhe La Crêta (mit 700 m ü. M. der höchste Punkt von Corserey) und in das Waldgebiet Les Faverges. Von der Gemeindefläche entfielen 1997 5 % auf Siedlungen, 19 % auf Wald und Gehölze und 76 % auf Landwirtschaft.
Zu Corserey gehören die Hofsiedlung Grand Clos (656 m ü. M.) auf dem Hochplateau nördlich des Dorfes sowie mehrere Einzelhöfe. Nachbargemeinden von Corserey waren Prez-vers-Noréaz, La Brillaz, Torny und Montagny.

## Bevölkerung
Mit 413 Einwohnern (Stand 31. Dezember 2019) gehörte Corserey zu den kleinen Gemeinden des Kantons Freiburg. Von den Bewohnern sind 97,0 % französischsprachig, 1,5 % deutschsprachig, und 1,2 % sprechen Italienisch (Stand 2000). Die Bevölkerungszahl von Corserey belief sich 1850 auf 172 Einwohner, 1900 auf 232 Einwohner. Im Verlauf des 20. Jahrhunderts schwankte die Bevölkerungszahl im Bereich zwischen 180 und 250 Personen. Erst seit 1980 (187 Einwohner) wurde ein deutliches Bevölkerungswachstum verzeichnet.
Einwohnerzahlen: Volkszählungsdaten

## Wirtschaft
Corserey war bis in die zweite Hälfte des 20. Jahrhunderts ein vorwiegend durch die Landwirtschaft geprägtes Dorf. Noch heute haben der Ackerbau, der Obstbau, die Milchwirtschaft und die Viehzucht einen wichtigen Stellenwert in der Erwerbsstruktur der Bevölkerung. Weitere Arbeitsplätze sind im lokalen Kleingewerbe und im Dienstleistungssektor vorhanden, unter anderem in Betrieben der Elektrobranche, des Baugewerbes und der Informatik. In den letzten Jahrzehnten hat sich das Dorf auch zu einer Wohngemeinde entwickelt. Viele Erwerbstätige sind deshalb Wegpendler, die hauptsächlich in den Regionen Freiburg und Payerne arbeiten.

## Verkehr
Corserey ist verkehrsmässig recht gut erschlossen. Sie liegt an der Verbindungsstrasse von Freiburg via Prez-vers-Noréaz nach Romont. Durch die Postautokurse, die von Avry nach Sédeilles(-Romont) verkehren, ist Corserey an das Netz des öffentlichen Verkehrs angebunden.

## Geschichte

Historisches Luftbild von Werner Friedli vom 16. Juli 1964

Die erste urkundliche Erwähnung des Ortes erfolgte 1157 unter dem Namen Corserei. Später erschienen die Bezeichnungen Corserer (1302) und Corseray. Der Ortsname geht auf Curtiacum, den Hof einer Person namens Curtius, zurück.
Durch eine Schenkung erhielt die Abtei Hauterive im 12. Jahrhundert reichen Grundbesitz auf dem Gebiet von Corserey. Das Dorf bildete eine eigene kleine Herrschaft, die im Lauf der Zeit zahlreiche Besitzerwechsel erfuhr und ab dem 13. Jahrhundert unter der Oberhoheit der Grafen von Savoyen stand. Während des Krieges der Freiburger gegen die Savoyer wurde Corserey 1448 von ersteren eingeäschert.
Ab 1474 bildete Corserey eine freiburgische Vogtei, die 1585 mit der Vogtei Montagny vereinigt wurde. Nach dem Zusammenbruch des Ancien Régime (1798) gehörte Corserey während der Helvetik zum Bezirk Payerne, ab 1803 zum Bezirk Montagny und ab 1815 zum Bezirk Freiburg, bevor es 1848 mit der neuen Kantonsverfassung in den Saanebezirk eingegliedert wurde.

## Sehenswürdigkeiten
Die Kirche Saint-Pierre wurde ab 1895 im neuromanischen Stil erbaut und 1900 zur Pfarrkirche erhoben. Im Ortskern sind einige stattliche Bauernhäuser aus dem 18. und 19. Jahrhundert erhalten.

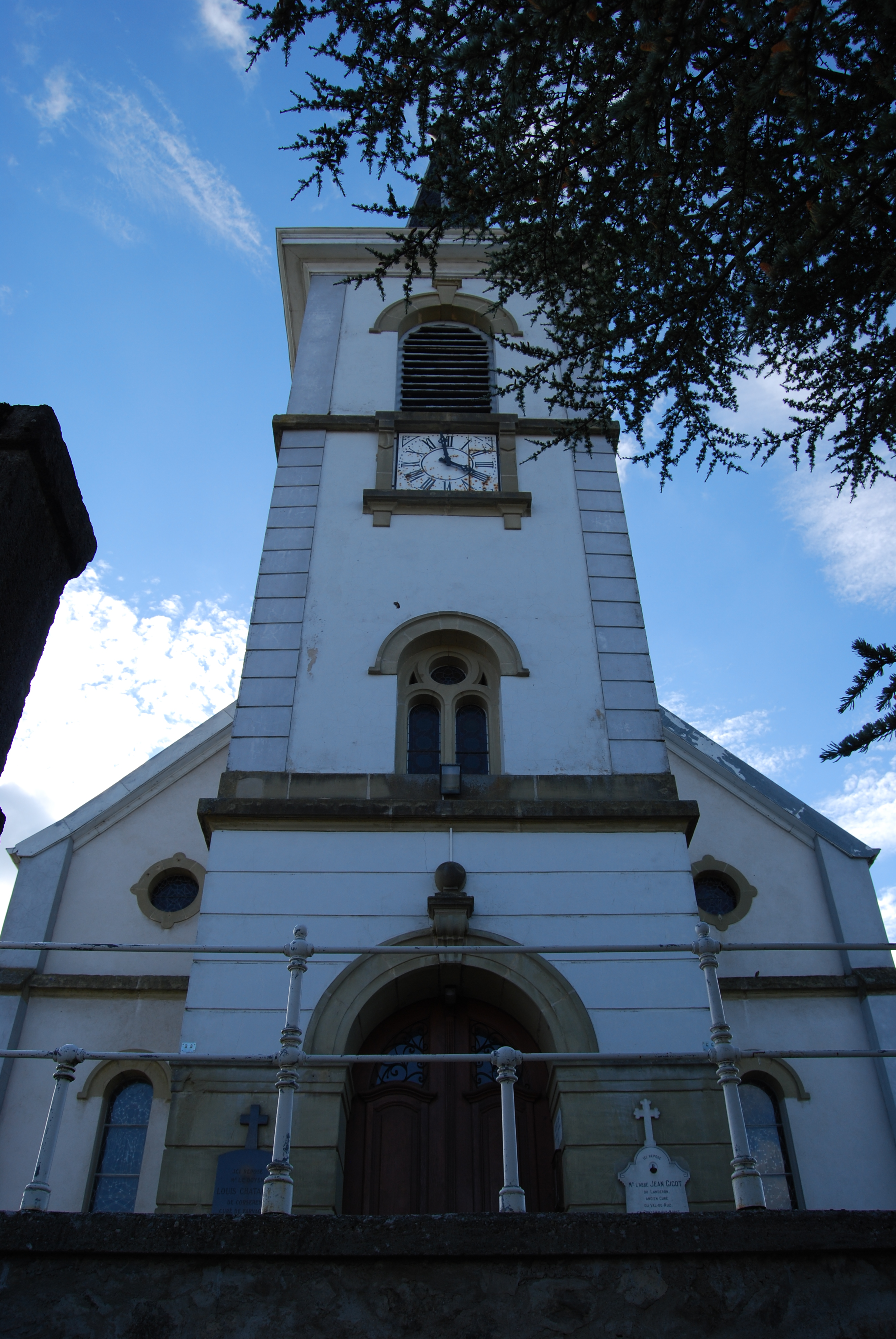
Kirche Saint-Pierre
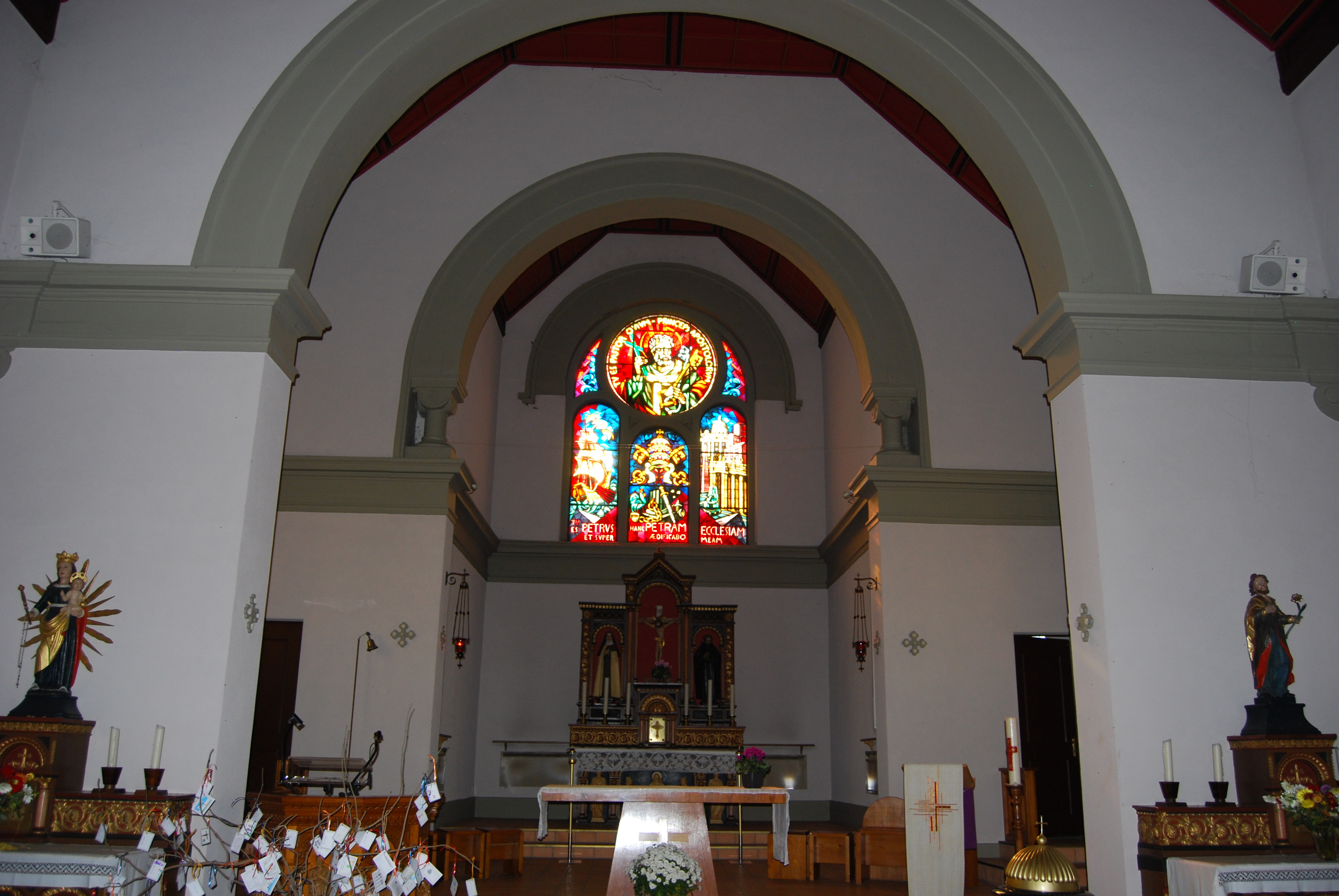
Innenansicht der Kirche
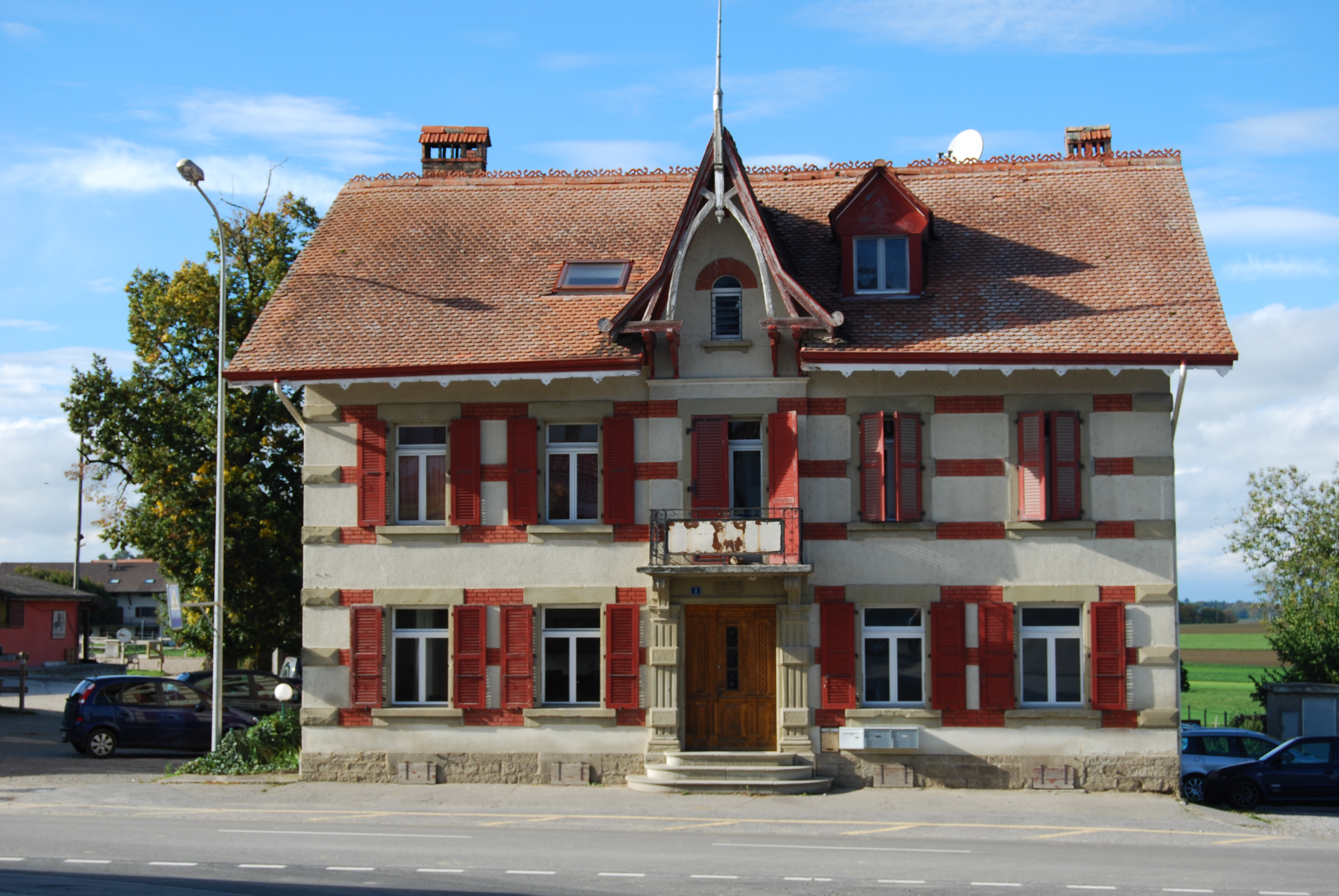
Haus im Dorfzentrum
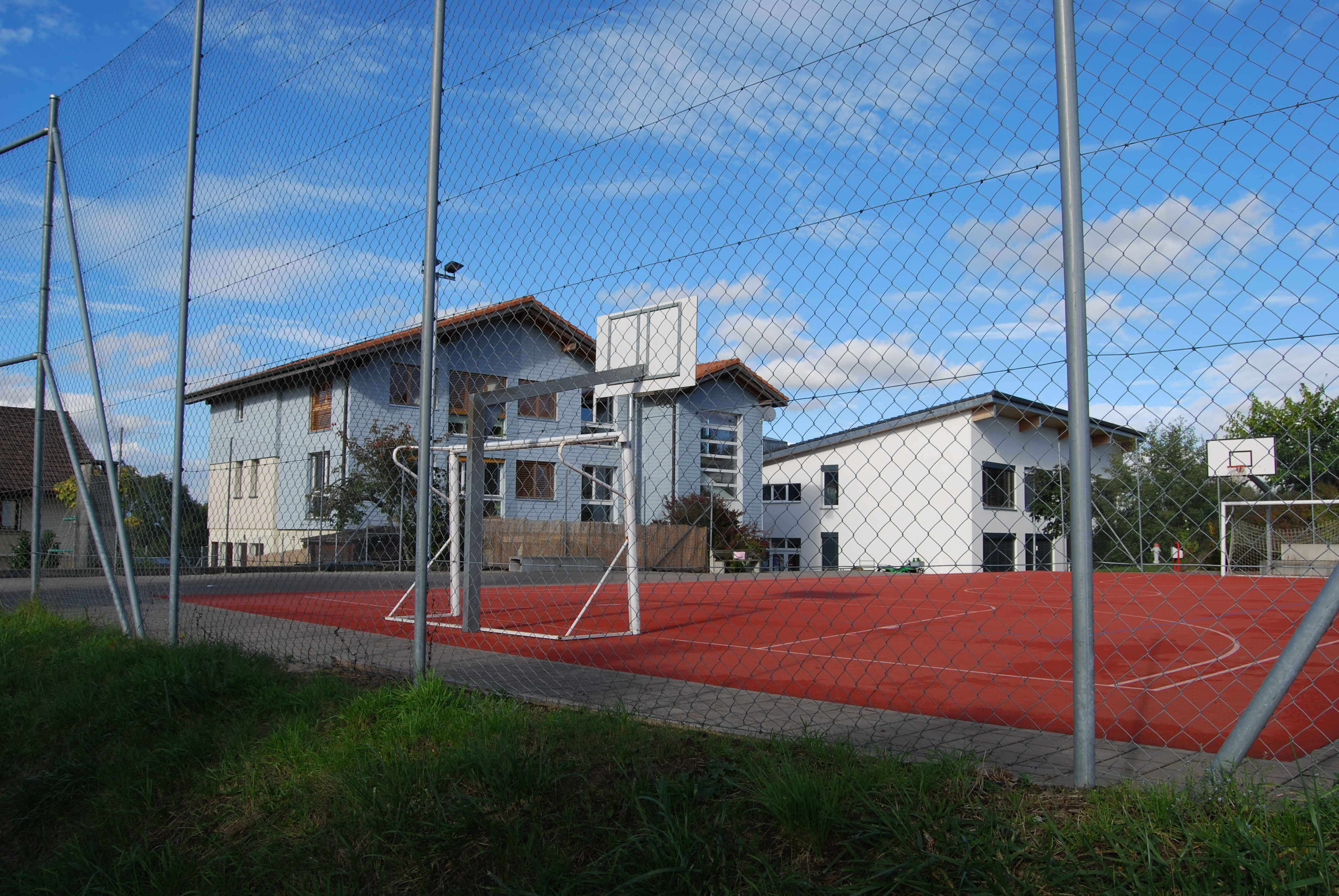
Schulhaus